# Championnat d'Amérique du Nord féminin de volley-ball 2007
Navigation
Édition précédente Édition suivante
Le 20e championnat d'Amérique du Nord de volley-ball féminin s'est déroulé du 17 septembre 2007 au 22 septembre 2007 à Winnipeg, Canada. Il a mis aux prises les huit meilleures équipes continentales.

## Classement final
| Place              | Équipe                 |
| ------------------ | ---------------------- |
| Médaille d'or      | Cuba                   |
| Médaille d'argent  | États-Unis             |
| Médaille de bronze | République dominicaine |
| 4                  | Canada                 |
| 5                  | Porto Rico             |
| 6                  | Mexique                |
| 7                  | Costa Rica             |
| 8                  | Trinité-et-Tobago      |